# Thanks for the Ether
Thanks for the Ether è il primo album in studio del gruppo rock statunitense Rasputina, pubblicato nel 1996.

## Tracce
Testi e musiche di Melora Creager, eccetto dove indicato.
1. My Little Shirtwaist Fire – 2:30
2. Stumpside – 4:01
3. Nozzle – 1:55
4. Transylvanian Concubine – 2:47
5. Why Don't You Do Right? (Kansas Joe McCoy, Herb Morand) – 2:21
6. Mr. E. Leon Rauis – 3:26
7. The Donner Party – 2:01
8. Endomorph – 2:40
9. Brand New Key (Melanie Safka cover) – 2:13
10. Crybabies – 3:21
11. Howard Hughes – 3:14
12. Sister Sleep – 2:59
13. Five Fleas – 1:06
14. Any Old Actress – 3:54
15. Dig Ophelia – 2:59
16. Kate Moss – 1:33
17. Rusty the Skatemaker – 3:36
18. Trust All-Stars – 9:09